# Fili (métro de Moscou)
Fili (en russe : Фили́ et en anglais : Fili) est une station de la ligne Filiovskaïa (ligne 4 bleu clair) du métro de Moscou. Elle est située sur le territoire du raïon Filiovski Park dans le district administratif ouest de Moscou.

## Situation sur le réseau
Établie en surface, la station Fili est située au point 72+39 de la ligne Filiovskaïa (ligne 4 bleu clair), entre les stations Bagrationovskaïa (en direction de Kountsevskaïa), et Koutouzovskaïa (en direction de Aleksandrovski sad).

## Histoire
La station Fili est mise en service le 7 novembre 1959, lors d'un prolongement de la ligne vers l'Ouest. Elle dispose d'une station de surface d'un modèle standard avec un quai central. Elle est conçue et réalisée par les architectes Ю.П.Зенкевич et Р.И.Погребной, et les ingénieurs Л.В.Сачкова et М.В.Головинова.